# 荷蘭在台辦事處
荷蘭在台辦事處（英語：Netherlands Office Taipei，簡稱NLOT）是荷蘭於臺北設立的官方辦事處。因荷蘭與中華民國並無邦交，名義上未設置大使館或領事館，故由辦事處行使實際上在台灣的大使館職能，負責維護和增進在商務、科學、技術、文化、農業等領域合作的雙邊關係。除推動兩國間的經貿文藝等領域合作外，該辦事處轄下亦設有領事與簽證處以處理簽證及領事相關事務，並提供在台荷蘭公民緊急支援服務。辦事處的最高負責人稱作代表（Representative）。

## 沿革
- 1950年，荷蘭與中華人民共和國建交後中止與中華民國的外交關係，近30年未在臺灣設置任何半官方機構。
- 1981年，荷蘭政府在臺北市設立「荷蘭貿易促進會臺北辦事處」（英語：Netherlands Council for Trade Promotion, Taipei Office）[5][6]:p154-155
- 1991年，荷蘭貿易促進會臺北辦事處更名為「荷蘭貿易暨投資辦事處」（英語：Netherlands Trade and Investment Office，[5]；荷蘭語：[7][8]）。
- 2019年12月，荷蘭政府宣佈統一使用「The Netherlands」（中譯：「尼德蘭」）做為英語國名，但荷蘭貿易暨投資辦事處的中文譯名仍沿用「荷蘭」[9]。
- 2020年4月27日，荷蘭貿易暨投資辦事處代表紀維德宣布，荷蘭貿易暨投資辦事處更名為「荷蘭在台辦事處」（Netherlands Office Taipei）。[10]

## 歷屆代表
| 姓名   | 圖像 | 任期           | 備註                       |
| ------ | ---- | -------------- | -------------------------- |
| 史仕培 |      | 1997年－2002年 | 離台後另一漢名為「施華邇」 |
| 胡浩德 |      | 2002年－2010年 |                            |
| 傅康   |      | 2010年－2015年 |                            |
| 紀維德 |      | 2015年－2020年 |                            |
| 譚敬南 |      | 2020年－2025年 |                            |
| 待定   |      |                |                            |

## 外部連結
- 荷蘭在台辦事處
- 荷蘭在台辦事處的Facebook專頁